# Роблс, Энтони
Энтони Роблс (род. 20 июля 1988) — одноногий спортсмен-борец, победитель личного студенческого первенства NCAA в весовой категории 125 фунтов.
Роблс появился на свет одноногим, но уже в возрасте 3-х лет отказался носить протез. Он приложил все усилия чтобы вести полноценную жизнь, развивал своё тело при помощи различных упражнений. Учась в шестом классе он установил рекорд по количеству отжиманий. В восьмом классе он начал заниматься борьбой под наблюдением одного из своих старших двоюродных братьев. Учась в хай-скул Мезы (г. Меза, штат Аризона) как на младшем так и на старшем курсе Роблс выиграл два чемпионата штата Аризоны по борьбе с результатом 46 побед 0 поражений. Он закончил выступления в школьной борьбе с показателем 129 побед 15 поражений.
Роблс поступил в Университет штата Аризоны и занял 6-е место в мировом юношеском чемпионате FILA в весовой категории 55 кг по вольной борьбе. В августе 2008 Роблс начал свою карьеру в студенческой борьбе, где получил национальную квалификацию. Он закончил год с показателем 25-11 ему немного не хватило для получения титула «All-American». Второй год занятий студенческой борьбой (2008—2009) Роблс закончил с показателем 29-8, завоевал награды All-American и победил в 10-м чемпионате тихоокеанской конференции (Pac-10) в весовой категории 125 фунтов, занял четвёртое место в чемпионате NCAA в весовой категории 125 фунтов. В октябре 2009 Роблс снова завоевал награды All-American и занял седьмое место в чемпионате NCAA в весовой категории 125 фунтов, добившись показателя 32-4 за сезон и стал чемпионом тихоокеанской конференции в весовой категории 125 фунтов.
Последний год Роблс закончил непобеждённым одержав в этом году 36 побед. Он стал троекратным чемпионом тихоокеанской конференции Pac-10, победив в финале Джейсона Лару из Орегонского университета и стал чемпионом страны, победив в финале Мэтта МакДонаха (7-1) из Айовы. За свои достижения Роблс получил звание самого выдающегося борца турнира.
Роблс закончил борцовскую карьеру в университете Аризоны с показателем 122-23, став троекратным чемпионом тихоокеанской конференции и три раза удостоившись титула All-American. Роблс занял 8-е место по числу побед среди борцов университета Аризоны.
Роблс заявил, что хочет стать побуждающим оратором специально для тех, кто столкнулся с похожими физическими недостатками.